# サウンダー通勤鉄道
サウンダー通勤鉄道 （Sounder commuter rail、報告記号 SDRX） は、BNSF鉄道が運行するサウンド・トランジットの鉄道路線。ワシントン州のシアトル市から北のエバレット市と南のレイクウッド市を結ぶ2路線が、月曜日から金曜日の通勤ピーク時に運行されている。2023年の乗降人員数は年163万人、第4四半期の時点で平日毎日7千人であった。
2024年現在、ダイヤは慣習的な通勤ピーク時間に対応し、主に朝にキングストリート駅行き、晩にキングストリート駅発となっている。毎日3往復がタコマ市方面への通勤のために運行されている。臨時列車は週末にシアトル・シーホークスとシアトル・サウンダーズFCのスタジアム（ルーメン・フィールド）とシアトル・マリナーズのスタジアム（T-モバイル・パーク）での試合が開催される日に運行される。両スタジアムはキングストリート駅の徒歩圏内にある。

## 歴史

### S線
S線（S Line、元はSouth Line）は2000年9月18日にタコマドーム駅、サムナー駅、オーバーン駅に停車し、キングストリート駅で終着する2往復で運行を開始した。ピュアラップ駅とケント駅が2001年2月5日に、タックウィラ駅が2001年3月12日に追加された。
2010年の7月にサウンド・トランジットはBNSFは1億8500万ドル相当のBNSFとの新たな合意に達し、S線が利用する線路への恒久的なアクセスを認められて、2012年から4往復が追加された。
2012年10月8日に、南タコマ駅とレイクウッド駅が開業、5往復が両駅に延伸された。 2016年9月、レイクウッド市とシアトル市を結ぶ日中の往復が追加された。2017年の9月に、さらに2往復が追加されて、レイクウッド駅まで運行する列車は8往復となった。
景気後退の影響により、2010年のS線一日平日の乗降人員数は2009年から7%減少して、8300人であった。それから平均平日乗降人員数が増加して、2013年の8月の時点で11197人となった。2019年にS線の乗降人員数が毎日約1万6400人であった。
2024年現在シアトルへの通勤列車が10往復（1往復はレイクウッド発、タコマ着）、タコマ方面への通勤列車が3往復（1往復はレイクウッド着、タコマ発）運行されている。

### N線
2003年5月に、サウンド・トランジットは100年間BNSFのエバレット発シアトルへの線路を使用するためのBNSFとの2億5000万ドルのリース契約を合意した。2003年12月17日、サウンド・トランジットの取締役会は永続的にエバレット発シアトルへの線路を使用するため、2億5800万ドルに変更された合意を承認した。
56㎞のエバレット発シアトルへの路線「N線」（元はNorth Line）は、2003年12月21日のシアトル・シーホークスの試合への臨時列車で開業した。通常の運行は12月22日朝のシアトル行き、晩のエバレット行き1往復で開始された。2005年6月6日に1往復が追加され、乗降人員数の増加に伴い、2007年9月にさらに1往復が追加され、4往復となった。ムキルテオ駅が2008年5月31日に開業し、N線の停車駅はキング・ストリート駅、エドモンズ駅、ムキルテオ駅、エバレット駅となった。
サウンド・トランジットはRail Plusプログラムによってアムトラック・カスケーズとの提携でサウンダーの乗客をワシントン州のベリンハム (ワシントン州)を経てブリティッシュコロンビアのバンクーバーに至る1日2本の列車を使用するための合意がある。この合意により、エバレットとシアトル間では、サウンダーの料金で乗車することができるが、適用されるのは月間定期を持つ乗客に限られている。ムキルテオ駅にはアムトラック・カスケーズの電車は停車せず、アムトラックのシカゴ市からのエンパイア・ビルダーも同様に停車しない。
N線の一日平日の乗降人員数は2010年に約1100人、2016年の第1半期の時点では約1500人であった。 ワシントン州交通局は崩落土砂の問題を改善するための工事をしているが、N線の列車は歴史的に地すべりによる運休がしばしば発生している 。
2024年現在シアトルへの通勤列車が2往復、Rail Plusにより利用可能となるアムトラック・カスケーズの列車がシアトル行・発共に2編成運行され、アムトラック・カスケーズの1編成分はエバレット方面への通勤需要に充てられている。

## 拡張計画

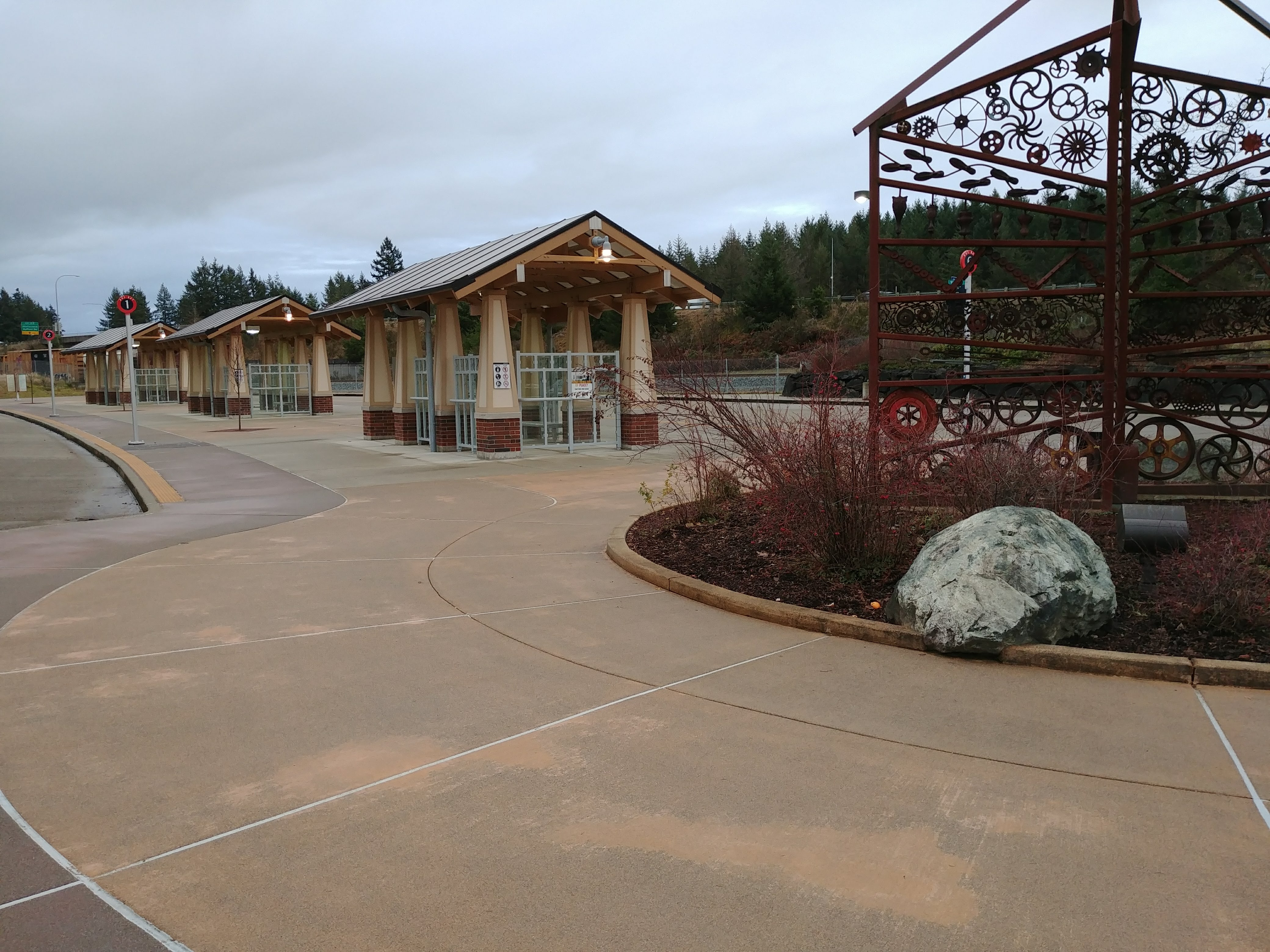
S線の将来の終点建設地点として計画されているデュポン停留所

サウンド・トランジットはS線にティリクム駅とデュポン駅を追加する計画がある。線路は既にワシントン州交通局のポイント・デファイアンス・バイパスの一環として出資を受け、敷設されているが、これを複線化する。2016年のサウンド・トランジット3住民投票で二つの駅を建設するための資金が承認され、費用として3億ドルが見込まれている。 ティリクム駅はルイス・マコード統合基地に隣接する、州間高速道路5号線とバークリー・ストリート・サウスウエストの交差点の付近に建設計画があり、デュポン駅は州間高速道路5号線とセンター・ドライブの交差点にほど近いウィルミントン・ドライブのバス停留所を拡張する計画がある。さらに、輸送力向上のため現在の7両から最大10両編成に対応できるようにプラットフォームを延長する計画がある。
当初これらの計画は2024年から2036年にかけて完了する予定であったが、費用の増加により計画予算と差異が生じ見直しが行われた結果、プラットフォーム延長は2036年、S線の延伸は2045年完成見込みとされている。

## 運賃
リンク・ライトレールと同様に、信用乗車方式運賃システムで運用されている。運賃は距離を基準として算出され、2024年現在大人の運賃は3ドル25セントから5ドル75セントとなる。乗客は乗車前に紙の切符を購入するか、モバイルチケットを使用するか、ORCAカードをタッチする必要がある。サウンド・トランジットの運賃チェック係または警官はランダムに電車に入って支払の証明を確認して、証明できない場合には注意を行ったり罰金を徴収する。ORCAカードを使用する乗客は乗車駅では最大運賃を差し引かれ、必要であれば降車時に払い戻しを受ける。18才以下、高齢者・身体障害者・ORCA Liftプログラムに該当する低所得者のための割引運賃がある。
2020年のコロナウイルスパンデミック中に、運賃徴収は3月21日から6月1日まで停止された。 6月1日から30日までは、ORCAカードを使用しない乗車に2ドルの割引運賃が適用された。

## 乗客数の統計
| 年間                                           | 乗客数    | 年差%  |
| ---------------------------------------------- | --------- | ------ |
| 2004                                           | 955,298   | —      |
| 2005                                           | 1,268,291 | 32.8%  |
| 2006                                           | 1,692,971 | 33.5%  |
| 2007                                           | 2,156,652 | 27.4%  |
| 2008                                           | 2,668,623 | 23.7%  |
| 2009                                           | 2,492,362 | -6.6%  |
| 2010                                           | 2,364,290 | -5.1%  |
| 2011                                           | 2,543,955 | 7.6%   |
| 2012                                           | 2,811,891 | 10.5%  |
| 2013                                           | 3,035,735 | 8%     |
| 2014                                           | 3,361,317 | 10.7%  |
| 2015                                           | 3,812,040 | 13.4%  |
| 2016                                           | 4,165,992 | 9.3%   |
| 2017                                           | 4,438,374 | 6.5%   |
| 2018                                           | 4,646,408 | 4.7%   |
| 2019                                           | 4,616,656 | -0.6%  |
| 2020                                           | 1,274,219 | -72.4% |
| 2021                                           | 711,720   | -44.1% |
| 2022                                           | 1,140,908 | 60.3%  |
| 出典はサウンド・トランジットからのデータによる |           |        |

## 車両
| モデル                             | 製造年 | 列車番号                  | 保有数 | 備考 | 画像 |
| ---------------------------------- | ------ | ------------------------- | ------ | --- | ---- |
| 機関車                             |        |                           |        | |      |
| EMD F59PHI                         | 1999   | 901–904                   | 4      | すべての機関車は、排出ガスを削減し、燃料を節約するために、EPAの第3次基準に適合するエンジンに変更された。 |      |
| EMD F59PHI                         | 2000   | 905–906                   | 2      | すべての機関車は、排出ガスを削減し、燃料を節約するために、EPAの第3次基準に適合するエンジンに変更された。 |      |
| EMD F59PHI                         | 2001   | 907–911                   | 5      | すべての機関車は、排出ガスを削減し、燃料を節約するために、EPAの第3次基準に適合するエンジンに変更された。 |      |
| MotivePower MP40PH-3C              | 2012   | 921–923                   | 3      | 第3次排気ガス規制に適合するようアップグレードされた。                                                    |      |
| 制御車                             |        |                           |        | |      |
| ボンバルディア・バイレベル制御車   | 1999   | 101–104                   | 4      | |      |
| ボンバルディア・バイレベル制御車   | 2000   | 105–111                   | 7      | 112–118はカルトレインに売却された。                                                                      |      |
| ボンバルディア・バイレベル制御車   | 2003   | 301–307                   | 7      | |      |
| ボンバルディア・バイレベル制御車   | 2017   | 321–329                   | 9      | |      |
| ボンバルディア・バイレベル制御車   | 2022   | 330–332                   | 3      | [ 37 ]                                                                                                   |      |
| 客車                               |        |                           |        | |      |
| ボンバルディア・バイレベル・コーチ | 2000   | 201–213                   | 13     | |      |
| ボンバルディア・バイレベル・コーチ | 2001   | 214–215                   | 2      | |      |
| ボンバルディア・バイレベル・コーチ | 2002   | 216–218, 227–228, 231–240 | 15     | 219–226 & 229–230は、カルトレインに売却された。                                                          |      |
| ボンバルディア・バイレベル・コーチ | 2003   | 401–410                   | 10     | |      |
| ボンバルディア・バイレベル・コーチ | 2022   | 411-418                   | 8      | |      |
| 別記あるものを除く出典。           |        |                           |        | |      |